# Ацестор
Ацестор (старогрчки: Ἀκέστωρ), што значи „исцелитељ“ или „спаситељ“, било је име неколико личности у класичној митологији и историји:
- Аполон Ацестор, епитет бога Аполона у његовој улози исцелитеља и оног који одвраћа зло.[1][2]
- Ацестор, син Ефипа, син Пемандра из Танагре у Беотији. Убио га је Ахил током Тројанског рата.[3]
- Ацестор, критски вајар.
- Ацестор Сакас, по презимену Сакас (Σάκας) због свог страног порекла, био је  песник активан у Атини и Аристофанов савременик. Изгледа да је био или трачког или мизијског порекла.[4][5][6][7][8]
- Ацестор, вајар којег је Паусанија помињао да је извршио статуу Алексибија,[9] родом из Хереје у Аркадији. Победио је у петобоју на Олимпијским играма. Рођен је у Кнососу, или је тамо неко време обављао своју професију.[10] Имао је сина по имену Амфион, који је такође био вајар, и учио је код Птолиха из Коркире;[11] тако да је Ацестор морао бити савременик Птолиха, који је стварао око Олимпијаде 82. (452. пре нове ере).[12]